# シビル・シェパード

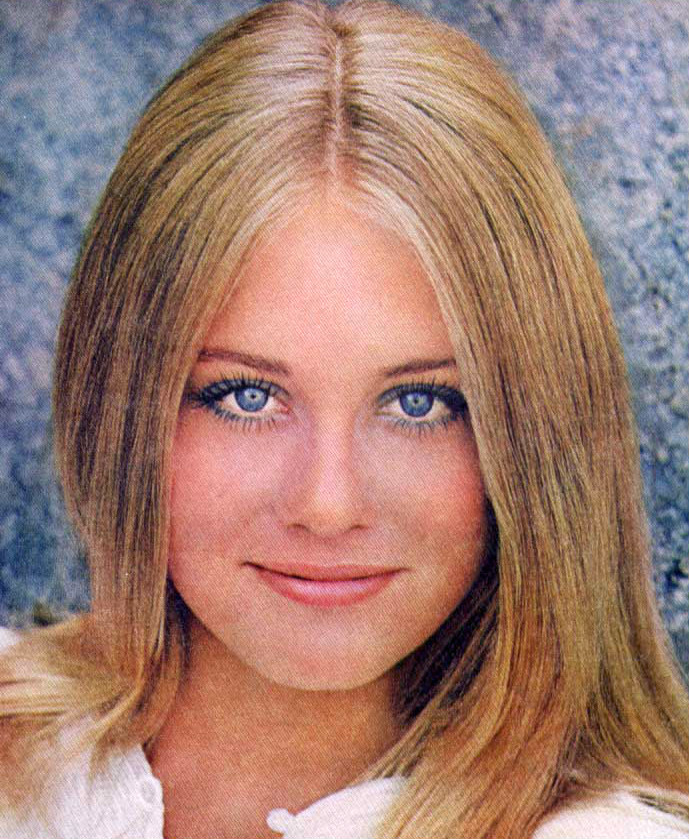
シビル・シェパード（1970年撮影）

シビル・リン・シェパード（Cybill Lynne Shepherd、1950年2月18日 - ）は、アメリカ合衆国の女優、歌手、ファッションモデル。テネシー州メンフィス出身。

## 来歴
10代からミスコンテストなどに出場するようになり、1968年に当時一番勢いがあったモデル事務所のスチュアート・モデルズ主催の第2回モデルコンテストで優勝すると、高校を卒業したばかりの彼女は瞬く間に売れっ子モデルになった。1968年から1970年まで、ファッション雑誌グラマーの表紙はシビルとシェリル・テイーグズがほぼ独占していたほど人気が高かった。ちなみに、彼女が優勝したスチュアート・モデルズのコンテストは短期間しか開催されなかったが、ゴールデンタイムにCBSテレビで放映され、高い視聴率を誇った。その勢いで、1970年代になってからもモデルとして大活躍していたが、そんな彼女を雑誌で見たピーター・ボグダノヴィッチ監督に抜擢され、『ラスト・ショー』で映画デビューした。
テレビシリーズ『こちらブルームーン探偵社』の主役として2度、『シビル』（Cybill）の主役として1度、ゴールデングローブ賞を受賞している。1995年から1997年にかけて、エミー賞にも3年連続でノミネートされた。
2012年には、『ベストマン』（Gore Vidal's The Best Man）でブロードウェイデビューした。

## 私生活
1978年にメンフィスで出会ったDavid M. Fordと結婚し、娘クレメンタイン・フォードが生まれるが、1982年に離婚。1987年にBruce Oppenheimと再婚し、子供を2人もうけるが、1990年に再び離婚。2012年に精神分析医の男性と婚約した。

## 出演作品

### 映画
| 公開年 | 邦題 原題                                                                | 役名                   | 備考                    |
| ------ | ------------------------------------------------------------------------ | ---------------------- | ----------------------- |
| 1971   | ラスト・ショー The Last Picture Show                                     | ジェイシー・ファロー   |                         |
| 1972   | ふたり自身 The Heartbreak Kid                                            | ケリー・コーコラン     |                         |
| 1974   | デイジー・ミラー Daisy Miller                                            | デイジー・ミラー       |                         |
| 1976   | タクシードライバー Taxi Driver                                           | ベッツィー             |                         |
| 1976   | スペシャル・デリバリー Special Delivery                                  | メアリー・ジェーン     |                         |
| 1977   | シルバー・ベアーズ Silver Bears                                          | デビー・ラックマン     |                         |
| 1978   | ミセス・ジュリーの不倫な関係 A Guide for the Married Woman               | ジュリー・ウォーカー   | テレビ映画              |
| 1979   | レディ・バニッシュ/暗号を歌う女 The Lady Vanishes                        | アマンダ               |                         |
| 1980   | アースライト 君は星になった The Return                                   | ジェニファー           |                         |
| 1985   | デッド・シティ・カクテル 夜を葬れ Seduced                                | ヴィッキー             | テレビ映画              |
| 1985   | 長く暑い夜 The Long Hot Summer                                           | Eula Varner            | テレビ映画              |
| 1989   | ワン・モア・タイム Chances Are                                           | コリンヌ・ジェフリーズ |                         |
| 1990   | ラスト・ショー2 Texasville                                               | ジェイシー・ファロー   |                         |
| 1990   | アリス Alice                                                             | ナンシー・ブリル       |                         |
| 1991   | マンハッタン・ラブ 男と女のいい関係 Married to It                        | クレア                 |                         |
| 1992   | モンテカルロ殺人事件 Once Upon a Crime...                                | マリリン               |                         |
| 1992   | シビル・シェパードの女探偵ウェザース Stormy Weathers                     | サマンサ・ウェザース   | テレビ映画 兼製作総指揮 |
| 1993   | ベビー・ブローカー Baby Brokers                                          | デビー・フリーマン     | テレビ映画              |
| 1995   | 甘い囁き The Last Word                                                   | キキ・テイラー         |                         |
| 1997   | 虹の歌 Journey of the Heart                                              | ジャニス・ジョンストン | テレビ映画              |
| 1999   | ハリウッド・ミューズ The Muse                                            |                        |                         |
| 2003   | マーサ・スチュワートの栄光の影 Martha, Inc.: The Story of Martha Stewart | マーサ・スチュワート   | テレビ映画              |
| 2005   | 殺人課刑事 Detective                                                     | カレン                 | テレビ映画              |
| 2005   | マーサ・スチュワート 裁かれたカリスマ Martha Behind Bars                 | マーサ・スチュワート   | テレビ映画              |
| 2006   | ウェズリー・スナイプス ハード・ラック Hard Luck                          | キャス                 |                         |
| 2010   | クライアント・リスト ザ・ムービー The Client List                        | キャシー               | テレビ映画              |
| 2014   | マイ・ファニー・レディ She's Funny That Way                              | ネッティ・パターソン   |                         |

### テレビシリーズ
| 放映年    | 邦題 原題                                                           | 役名                   | 備考                                     |
| --------- | ------------------------------------------------------------------- | ---------------------- | ---------------------------------------- |
| 1983-1984 | The Yellow Rose                                                     | コリーン・チャンピオン | 計22話出演                               |
| 1985-1989 | こちらブルームーン探偵社 Moonlighting                               | マディ・ヘイズ         | 計66話出演                               |
| 1995-1998 | Cybill                                                              | シビル・シェリダン     | 計87話出演                               |
| 2003      | パパにはヒ・ミ・ツ 8 Simple Rules... for Dating My Teenage Daughter | マギー                 | 計2話出演                                |
| 2007-2009 | Lの世界 the L word                                                  | フィリス               | 計19話出演                               |
| 2008      | サマンサ Who? Samantha Who?                                         | ポーラ・ドレイク       | 第2シーズン第1話「ダンス・コンテスト」   |
| 2008-2010 | サイク/名探偵はサイキック? Psych                                    | マデリーン・スペンサー | 計4話出演                                |
| 2009      | クリミナル・マインド FBI行動分析課 Criminal Minds                   | レオナ・グレス         | 第4シーズン第14話「愛しき骸」            |
| 2009-2010 | Eastwick                                                            | エレノア               | 計5話出演                                |
| 2010      | 私はラブ・リーガル Drop Dead Diva                                   | エリー・タネン         | 第2シーズン第8話「スカーフを巻いた悪魔」 |
| 2012-2013 | クライアント・リスト The Client List                                | リネット・モンゴメリー | 計25話出演                               |

## ディスコグラフィ
- Mad About the Boy (1976)
- Vanilla (1979)
- Somewhere Down the Road (1990)
- Talk Memphis to Me (1997)
- Twilight Easy Listening (1997)
- At Home with Cybill (2004)

## 参照
1. ↑  UPI (1973年8月20日). “Cybill Shepherd relaxes with her success”. Sarasota Herald-Tribune. 2011年4月5日閲覧。
2. ↑  Polly Platt talks about the magazine cover discovery in the film documentary based on the Peter Biskind book, Easy Riders, Raging Bulls.
3. ↑  “「こちらブルームーン探偵社」のシビル・シェパードが婚約　3度目の結婚へ”. シネマトゥデイ. (2012年7月31日) 2012年12月28日閲覧。